# Condado de Dallas (Texas)
El condado de Dallas está en el estado de Texas en los Estados Unidos. En el 2000 el condado tenía una población de 2.2 millones (estimado en 2.3 millones en 2004) y es ahora el 9.º condado en los Estados Unidos con más población. La cabecera del condado está en Dallas, la cual también es la ciudad más grande en el condado. El condado de Dallas es el condado más poblado en el Dallas/Fort Worth Metroplex y contiene sus principales ciudades. El condado fue nombrado en honor a George Mifflin Dallas, undécimo vicepresidente de los Estados Unidos.

## Geografía

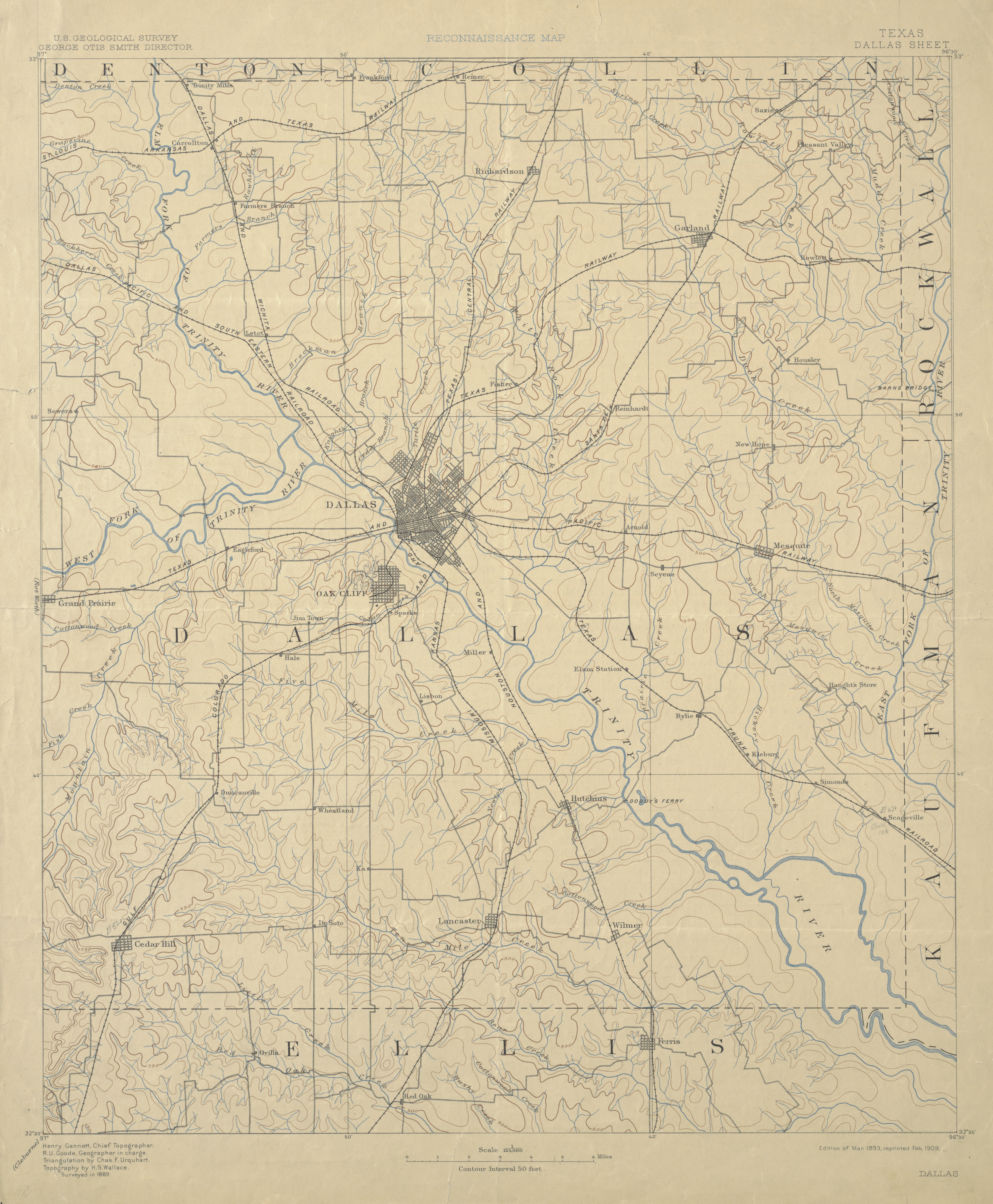
Mapa de Dallas County, 1893, de USGS

Según la Oficina del Censo de los Estados Unidos, el condado tenía una superficie de 2,353 km². 2,278 km² de esto es terreno y 75 km² (3.19%) es agua. El condado limita con los condados de:
- Condado de Collin (Norte)
- Condado de Rockwall (Noreste)
- Condado de Kaufman (Este)
- Condado de Ellis (Sur)
- Condado de Tarrant (Oeste)
- Condado de Denton (Noroeste)

## Demografía
Según el censo de los Estados Unidos del 2000, en el condado había 2.218.899 habitantes (los estimados del 2006 indican 2.345.815), 807.621 viviendas y 533.837 familias. La densidad de la población fue de 974/km². Había 854.119 unidades de vivienda con una densidad promedio de 375/km². El perfil racial del condado fue compuesto por 58.35% blancos, 20.31% negros, 0.56% amerindios, 3.98% asiáticos, 0.06 isleños del pacífico, 14.04% de otras razas y 2.70% de dos razas o más. El 29.87% de los habitantes se identificaron como hispanos o latinos de cualquier raza.

## Educación
Colegios Comunitarios del Condado de Dallas gestiona colegios comunitarios.

## Ciudades y pueblos
| - Addison - Balch Springs - Cedar Hill - Carrollton - Cockrell Hill - Combine - Coppell - Dallas | - DeSoto - Duncanville - Farmers Branch - Ferris † - Garland - Glenn Heights - Grand Prairie | - Grapevine † - Highland Park - Hutchins - Irving - Lancaster - Lewisville † - Mesquite † | - Ovilla † - Richardson † - Rowlett - Seagoville - Sunnyvale - University Park - Wilmer - Wylie |

† Solo una porción de estas ciudades se ubica en el condado de Dallas.